# Мост Пятраса Вилейшиса
Мост Пятраса Вилейшиса (лит. Petro Vileišio tiltas) — автодорожный металлический балочный мост через реку Нярис в Каунасе, Литва. Соединяет Старый город с районом Вилиямполе.

## Расположение
Расположен в створе улицы Юрбако, соединяя её с улицей Йонавос. На правом берегу к мосту подходит улица Шауклю. 
Выше по течению находится Варняйский мост.

## Название
Деревянный мост, построенный немецкими войсками в 1915 году, назывался Haltzeobrücke. В 1929 году по предложению президента А. Сметоны мост был назван в честь инженера и общественного деятеля Пятраса Вилейшиса. В советское время мост назывался Вилиямпольским (лит. Vilijampolės tiltas). 5 декабря 2008 года по решению городского совета мосту возвращено имя П. Вилейшиса.

## История
С начала XIX века между Вилиямполем и Старым городом существовал понтонный мост, который разбирался осенью перед ледоставом и весной, после ледохода, вновь собирался. Ежегодное строительство и содержание моста обходились городской казне примерно в 15 тысяч. руб. Тем не менее, комендант крепости утверждал, что постоянный мост через реку будет угрожать безопасности города, так как это приведет врага к военным объектам. В августе 1915 года мост был разобран отступавшими русскими войсками, но быстро восстановлен немецкими военными. В 1926 года он был разрушен во время ледохода. В следующем году начались подготовительные работы по строительству постоянного моста. Разработку проекта и строительство моста выполнила датская компания Højgaard & Schultz A/S. Металлоконструкции были изготовлены в Дании. Закладка моста произошла 21 июня 1928 года, а 30 октября 1929 года мост был открыт для движения. Общая стоимость строительства составила 3,3 млн лит. Мост состоял из пяти арочных металлических ферм с пролетами по 52,25 м. Длина моста составляла 267,25 м, ширина — 12,70 м (в том числе ширина проезжей части 8 м и два тротуара по 1,5 м). 
В 1941 году после нападения Германии на СССР мост был заминирован и подготовлен ко взрыву частями Красной Армии. Однако участникам июньского восстания во главе с Юозасом Савулионисом (лит. Juozas Savulionis) удалось захватить мост и предотвратить взрыв. В конце июля 1944 года мост был взорван отступавшими немецкими войсками. После войны немецкими военнопленными на старых опорах был построен временный деревянный арочный мост. В 1960 году по проекту ленинградского института «Промтранспроект» был построен новый металлический балочный мост. Установка нового пролётного строения была произведена без закрытия движения. Работы производились Рижским Мостоотрядом №446 (лит. Rygos tiltų statybos būrys №446).
В октябре 2008 года мост был закрыт на капитальный ремонт. В ходе работ металлические балки пролётного строения были отремонтированы и окрашены, устроена новая железобетонная плита проезжей части, новая гидроизоляция и водоотвод, заменено перильное ограждение, установлены новые опоры освещения. Работы производились компанией Kauno tiltai. Проект ремонта был разработан AB «Miestprojektas» и «Transporto ir kelių tyrimo institutas». Для движения мост был открыт 13 декабря того же года.

## Конструкция

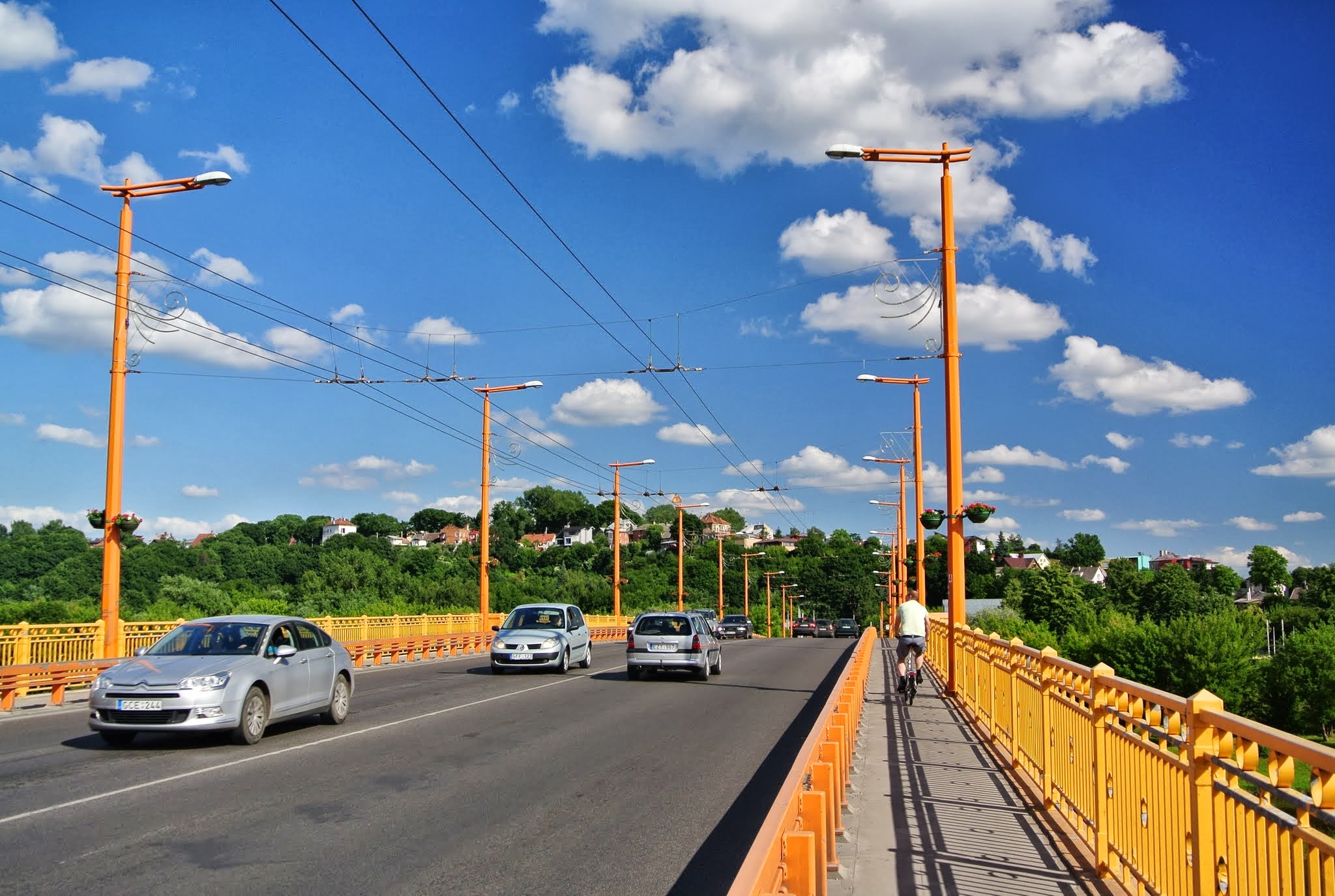
Проезжая часть моста

Мост пятипролётный металлический неразрезной балочный. Схема разбивки на пролёты: 53,30 + 53,45 + 53,45 + 53 45 + 53,30 м. Пролётное строение моста сталежелезобетонное, состоит из 6 стальных двутавровых балок постоянной высоты и железобетонной плиты проезжей части. Главные балки объединены между собой поперечными связями. Опоры моста монолитные железобетонные на свайном основании. С верховой стороны устроены ледорезы, облицованные гранитом. Длина моста составляет 287,55 м, ширина моста — 15 м (из них ширина проезжей части — 12 м и два тротуара по 1,5 м).
Мост предназначен для движения автотранспорта и пешеходов. Проезжая часть включает в себя 4 полосы для движения автотранспорта. Покрытие проезжей части — асфальтобетон. Тротуары отделены от проезжей части металлическим барьерным ограждением. Перильное ограждение металлическое простого рисунка, заканчивается на устоях железобетонным парапетом. На левом берегу с верховой стороны устроен лестничный спуск на нижний ярус набережной. При въездах на мост на парапете установлены мемориальные доски с названием моста.